# Antonio Mazón Seva
Antonio Mazón Seva (Redován, 30 de septiembre de 1911-Rafal, 9 de mayo de 1999) fue el 14º Alcalde de Rafal durante dos años, desde 1949 hasta 1951, siendo el 5º alcalde de la etapa franquista.

## Biografía
Antonio cursó sus estudios primarios en su municipio natal.
A continuación pasó al colegio de Santo Domingo de los Padres Jesuitas de Orihuela, donde cursó el bachillerato. Posteriormente realizó el preparatorio de ciencias de la medicina en Murcia.
En 1928 empieza su carrera en la facultad de medicina de Valencia. Fue allí donde en 1934 conoció a la donostiarra Josefa Arruabarrena Iraola, con la que acabaría casándose.
Acabada su licenciatura en 1941, comienza a ejercer su profesión en el hospital de San Antonio de San Sebastián, como asistente a consultas de pediatría, en donde se especializa en dicha rama.
Fue en 1942 cuando se traslada a Rafal a la edad de  30 años. Desde ese momento ejerció como médico en medicina general durante los siguientes 31 años, hasta el 28 de febrero de 1973, día de su jubilación.
Antonio fue alcalde de Rafal en el periodo 1949 - 1951. Posteriormente ejerció de juez de paz en el municipio.
Fue condecorado con una Cruz de Guerra, dos Cruces Rojas, una Medalla de Campaña y una Cruz Azul de la Seguridad Social en la categoría de plata. También fue titulado como Ilustrísimo por su colegio médico.
Antonio Mazón Seva falleció en Rafal el 9 de mayo de 1999 a la edad de 87 años. Fue sepultado al día siguiente en el entonces cementerio parroquial de Rafal (ahora cementerio municipal).
Tiene dedicada una calle en el municipio de Rafal.

## Alcalde de Rafal
Como personaje ilustre en el municipio, fue presionado para que asumiera la alcaldía en varias ocasiones, hasta que finalmente se materializó en 1949, cuando definitivamente aceptó el cargo de manos del Gobernador de Alicante sustituyendo así al edil Emilio Mirete Morante. En realidad, Antonio Mazón no era ningún entusiasta de la política, hasta el punto de que podríamos definirlo como apolítico.
Durante su mandato no acaeció ningún hecho relevante. Lo único que podemos destacar es que tomó la iniciativa para la construcción de un colegio público, ya que no existía ninguno en Rafal en aquellas fechas. Por entonces, los docentes destinados en Rafal impartían clase de forma habitual en su propio domicilio, sin que existiese un edificio público destinado a ese fin (tal fue el caso de doña Julia, doña Alejandrina o de doña Joaquina Tomás entre otros). 
Se hizo una colecta entre los vecinos del municipio para poder hacer frente al coste de las obras. De hecho, se comenzó la construcción en unos terrenos cedidos por Trinitario Seva (quien posteriormente daría nombre a los colegios de Rafal), pero las obras se detuvieron por falta de fondos cuando solo se encontraban hechos los cimientos del edificio. Se especuló con la posibilidad de que parte de la recaudación podía haber sido desviada para hacer frente a otros gastos ajenos a la obra del colegio. La ubicación de este colegio, que fue demolido a mediados de los años 90, se encontraba en lo que hoy corresponde a la actual Plaza de España.
Finalmente Antonio Mazón se decidió a dejar la alcaldía dos años después de su nombramiento.
Según palabras del propio Doctor Mazón, su salida del ayuntamiento por voluntad propia y de forma tan precoz (tan solo dos años después de tomar posesión del cargo) se debió a su profesión de médico, ya que solía visitar a los enfermos en sus propios domicilios. Según él, el hecho de ser el alcalde del municipio comenzó a incomodarlo, debido a que era un ¨alcalde de derechas¨ que tenía que entrar a los domicilios de personas de diferentes tendencias políticas en tiempos de una dictadura y en plena posguerra. 
Pero tal vez, la verdadera razón que provocó su salida voluntaria del consistorio se debió al aluvión de críticas que recibió con respecto al paradero de los fondos recaudados para la construcción del colegio. 
Fue sustituido en el cargo por José Vázquez García en 1951, quien fue recomendado personalmente por Antonio Mazón al propio Gobernador de Alicante para que aceptara su nombramiento, como finalmente sucedió.
Fue el primer Alcalde de Rafal que no había nacido en el municipio (y único hasta la llegada de José Arronis en 2007).
| Predecesor: Emilio Mirete Morante | Alcalde de Rafal 1949-1951 | Sucesor: José Vázquez García |

- Datos: Q5699058